# Pendrikan Kidul
Pendrikan Kidul is een bestuurslaag in het regentschap Semarang van de provincie Midden-Java, Indonesië. Pendrikan Kidul telt 4360 inwoners (volkstelling 2010).